# Megeces (kommunhuvudort)
Megeces är en kommunhuvudort i Spanien.   Den ligger i provinsen Provincia de Valladolid och regionen Kastilien och Leon, i den centrala delen av landet, 130 km nordväst om huvudstaden Madrid. Megeces ligger 735 meter över havet och antalet invånare är 435.
Terrängen runt Megeces är platt västerut, men österut är den kuperad. Megeces ligger nere i en dal. Runt Megeces är det ganska tätbefolkat, med 100 invånare per kvadratkilometer. Närmaste större samhälle är Iscar, 5,7 km söder om Megeces. Trakten runt Megeces består till största delen av jordbruksmark.